# Автоматичне конфігурування
Автоматичне конфігурування (або «автоматичне налаштування» — автоматичне коригування налаштовуваних параметрів конфігурації пристроїв без ручного втручання, без програмної корекції налаштувань або перемикання спеціальних перемичок. В ідеалі самоналагоджувані пристрої потрібно лише «підключити і користуватися». Широке поширення автоконфігурування стало можливим завдяки низькій вартості мікропроцесорів та інших убудованих пристроїв-контролерів.
Конфігурації можуть зберігатися в енергонезалежній пам'яті, завантажуючись у керувальний процесор, або використовуючись під час ініціалізації системи. В окремих випадках, пристрої з підтримкою гарячого підключення можуть переналаштовувати свої конфігурації.

## Приклади самоналаштовуваних пристроїв і протоколів
- USB
- DHCP
- Zeroconf